# Liste des orgues du Languedoc-Roussillon classés dans la base Palissy des monuments historiques

## Méthodologie
Cette liste prend en compte les orgues du Languedoc-Roussillon classés uniquement, au titre objet ou immeuble, que ce soit pour leur buffet ou leur partie instrumentale et répertoriés dans la base Palissy des Monuments historiques de France. La section Reprises recense les modifications les plus importantes. Dans certains cas le classement du buffet intègre également la tribune. À défaut de précision, le classement est réputé acquis au titre objet (cas le plus fréquent) mais les initiales I.D. signifient au titre Immeuble par Destination et I. au titre Immeuble.

## Liste

### Gard-Lozère
| Localisation                                 | Construction | Reprises | Buffet                                           | Instrument           | Illustration |
| -------------------------------------------- | --- | --- | ------------------------------------------------ | -------------------- | ------------ |
| Alès, cathédrale St Jean-Baptiste            | Charles Boisselin 1729, reconstruit et agrandi Jean-François Lépine 1782                                              | Restaurations: 1860 Théodore Puget & Fils Alain Sals 1973                                                                                   | Notice no PM30000018 G.O. Boisselin; pos. Lépine | Notice no PM30000017 |              |
| Bagnols-sur-Cèze, Saint-Jean-Baptiste        | Charles Boisselin 1701, restauré par Giovanni Battista Mentasti, Vincent Cavaillé-Coll 1870, Joseph Merklin début 20e | Restauration Gérald Guillemin 1978 Restauration Denis Marconnet 2021                                                                        | Notice no PM30000054                             |                      |              |
| Beaucaire,collégiale N.D. des Pommiers       | Hippolyte-César Beaucourt& Jean-Melchior Voegeli1847                                                                  | Restauration 1987 Jean-Loup Boisseau | Notice no PM30000074                             | Notice no PM30000072 |              |
| Beaucaire, église St Paul                    | Anonyme 1773 | Reconstruction Michel Merklin & Kuhn (Lyon) 1930                                                                                            | Notice no PM30000762                             |                      |              |
| Bessèges, Notre-Dame                         | Théodore & Eugène Puget 1876 intact                                                                                   | Restauration Gérald Guillemin 1978 |                                                  | Notice no PM30000691 |              |
| Chusclan, Saint-Julien                       | Anonyme 1855 | Restauration Gérald Guillemin 1984 |                                                  | Notice no PM30000135 |              |
| Mende, cathédrale Notre-Dame & Saint Privat  | André Eustache 1653, agrandi par Joseph Isnard 1781, restauré John Abbey 1839, réparé Charles Mutin 1906              | Restauration Jean-Georges & Yves Kœnig 1979-87, buffet par Ets Férignac                                                                     | Notice no PM48000045 immeuble, liste 1840        | Notice no PM48000061 |              |
| Nîmes, cathédrale Notre-Dame-et-Saint-Castor | André & Gaspard Eustache 1643, reconstruit Charles MICHEL-MERKLIN 1896, suppression du positif dorsal                 | restauration Alfred Kern 1982, Positif refait                                                                                               | Notice no PM30000173                             |                      |              |
| Nîmes, Saint-Paul                            | Aristide & Vincent Cavaillé-Coll 1849                                                                                 | restauration Laurent Plet 1999 |                                                  | Notice no PM30000192 |              |
| Nîmes, Sainte Perpétue                       | Aristide Cavaillé-Coll 1863                                                                                           | Quasi inchangé | Notice no PM30000761                             | Notice no PM30000194 |              |
| Nîmes, Petit temple                          | Jean-Esprit Isnard vers 1750, acheté en même temps que l'ancien couvent des Ursulines 1792                            | reconstruit Carl Theodor Kuhn 1890, très remanié et électrifié avec console dans la nef Maurice Puget 1956, modifié Léopold Trosseille 1964 | Notice no PM30000810                             |                      |              |
| Remoulins, Saint-Martin                      | Prosper-Antoine Moitessier 1851 Intact, restauré Léopold Trosseille 1976                                              | Restauration Jacques Nonnet, Orgues Giroud successeurs 2007                                                                                 |                                                  | Notice no PM30000251 |              |
| Roquemaure, collégiale St Jean-Baptiste      | Barthélémy & Honoré Jullien pour les Cordeliers d'Avignon 1690, transfert dans le buffet actuel 1820                  | Restaurations: Pierre Chéron 1969&74, Pascal Quoirin avec restitution de l'Écho 1989                                                        | Notice no PM30000286                             | Notice no PM30000285 |              |
| Saint-Gilles, abbatiale St Gilles            | Charles Boisselin & Pierre Galeran 1701                                                                               | Restau-agrandissement Giovanni Battista Mentasti 1840, restauration Alain Sals 1991                                                         | Notice no PM30000308                             | Notice no PM30000307 |              |
| Saint-Maximin, Saint-Blaise                  | Reconstruit César-Hippolyte Beaucourt & Jean-Melchior Voegeli 1853                                                    | Restauration Yves Cabourdin 1995 |                                                  | Notice no PM30000547 |              |
| Sommières, Temple                            | LÉTÉ Nicolas-Antoine 1840                                                                                             | Orgue à cylindres |                                                  | Notice no PM30000575 |              |
| Uzès, ancienne cathédrale St Théodorit       | Père Castie (ou Castille) 1679 Article détaillé                                                                       | Reconstruit Louis Callinet & André-Marie Daublaine 1843, restauration Alfred Kern 1964                                                      | Notice no PM30000822                             | Notice no PM30000582 |              |
| Uzès, St Étienne                             | Daublaine Callinet 1842                                                                                               | Réparé Alfred Kern 1965 |                                                  | Notice no PM30000594 |              |

### Hérault
| Localisation                                          | Construction | Reprises | Buffet                                          | Instrument           | Illustration |
| ----------------------------------------------------- | --- | --- | ----------------------------------------------- | -------------------- | ------------ |
| Agde, Saint-Sever                                     | Théodore Puget 1855, quasi inchangé                                                                                                   | Manufacture Languedocienne de Grandes Orgues restauré 1999                                                                |                                                 | Notice no PM34000013 |              |
| Aniane, Saint-Sauveur                                 | Transféré et agrandi par Jean-François Lépine 1761, reconstruit par Baptiste Puget 1868                                               | Restaurations: Edmond&Jean-Claude Costa 1962, Simon S.A.R.L. (Serge Gourgouillon) & Jean-Pascal Villard (harmoniste) 2008 | Notice no PM34002304                            | Notice no PM34002303 |              |
| Bédarieux, Saint-Louis                                | Aristide Cavaillé-Coll (1843) à St Jérôme de Toulouse, transfert Baptiste Puget 1877                                                  | Manufacture Languedocienne de Grandes Orgues restauré 2004                                                                | Notice no PM34002307 céramiste Auguste Virebent | Notice no PM34002306 |              |
| Bédarieux, Temple                                     | Anonyme XVIIIe siècle, transfert Eugène Puget 1864                                                                                    | Restauration: Gérald Guillemin 1987                                                                                       |                                                 | Notice no PM34000045 |              |
| Béziers, basilique St Aphrodise                       | Eugène Puget 1886 | |                                                 | Notice no PM34000112 |              |
| Béziers, Sainte-Madeleine                             | Prosper-Antoine Moitessier 1841, reconstruit Baptiste Puget 1886                                                                      | Restauré F.H.Vignolo & Fils 1925, Jean Ribelaygue 1936                                                                    |                                                 | Notice no PM34000117 |              |
| Béziers, cathédrale St Nazaire                        | Guillaume Poncher 1633 Article détaillé                                                                                               | Reconstruction Th.Puget & Fils 1868                                                                                       | Notice no PM34000051                            | Notice no PM34000097 |              |
| Clermont-l'Hérault, collégiale St Paul, tribune       | Anonyme fin XVIIIe siècle | Manufacture Languedocienne de Grandes Orgues replace la partie instrumentale classée dans buffet neuf et la complète 1998 |                                                 | Notice no PM34000196 |              |
| Clermont-l'Hérault, collégiale St Paul, chœur         | Vincent Cavaillé-Coll (Nîmes) vers 1870                                                                                               | Restauration Alain Sals 1988                                                                                              | Notice no IM34001472                            |                      |              |
| Ganges, Sts Pierre & Paul                             | Théodore Puget & Fils 1869 | quasi inchangé |                                                 | Notice no PM34000237 |              |
| Gignac, St Pierre-aux-Liens                           | Aristide Cavaillé-Coll 1862 | Restauration Olaf Dalsbaek (Michel-Merklin&Kuhn) 2010                                                                     |                                                 | Notice no PM37001350 |              |
| Lodève, ancienne cathédrale St Fulcran                | Jean-François Lépine 1754 Article détaillé                                                                                            | Reconstruit Th.Puget&Fils 1882, Manufacture Languedocienne de Grandes Orgues restau. 2001                                 | Notice no PM34000298                            | Notice no PM34002315 |              |
| Lunel, Notre-Dame-du-Lac                              | Aristide Cavaillé-Coll 1856 jeux Pédale & Positif jamais placés, Vincent Cavaillé-Coll démonte et remonte pour réfection tribune 1868 | Restauration et compléments Manufacture Languedocienne de Grandes Orgues 1994                                             |                                                 | Notice no PM34000339 |              |
| Marseillan, Saint-Jean-Baptiste                       | Hippolyte-César Beaucourt & Jean-Melchior Voegeli 1845, modifications Maurice Puget                                                   | Restauration Gérald Guillemin 1982, suppression modifications                                                             | style Louis-Philippe                            | Notice no PM34000352 |              |
| Mèze, Saint-Hilaire                                   | Th.Puget & Fils 1864 | Relevage Maurice Puget 1937                                                                                               |                                                 | Notice no PM34000363 |              |
| Montagnac, Saint-André                                | Baptiste Puget vers 1865 | sans changement |                                                 | Notice no PM34000378 |              |
| Montpellier, cathédrale St Pierre                     | Jean-François Lépine 1778 | Reconstruit Joseph Merklin 1879, restauré Edmond Costa 1965, positif dorsal neuf d'Alfred Kern1979                        | Notice no PM34000398                            | Notice no PM34000397 |              |
| Montpellier,basilique Notre-Dame des Tables           | Dom Bedos de Celles 1748 Article détaillé                                                                                             | Reconstruit Th.Puget & Fils 1884, restauré G.Bancells 1995                                                                | Notice no PM34000417                            | Notice no PM34000416 |              |
| Nissan-lez-Ensérune, Saint Saturnin                   | Prosper-Antoine Moitessier 1834 la Visitation à Montpellier                                                                           | Transfert Léopold Trosseille 1964, mais privé de quelques jeux                                                            |                                                 | Notice no PM34001169 |              |
| Olargues, Saint-Laurent                               | Abbé Clergeau 1850, à partir de matériel Daublaine-Callinet                                                                           | Restauré Maurice Puget 1932, Gérald Guillemin 1987                                                                        |                                                 | Notice no PM34001174 |              |
| Pézenas, collégiale Saint-Jean                        | Jean-François Lépine 1759 Article détaillé                                                                                            | Reconstruit Aristide Cavaillé-Coll 1853, restauré Daniel Birouste 1995                                                    | Notice no PM34001183                            | Notice no PM34001189 |              |
| Saint-Chinian, Notre-Dame-de-la-Barthe                | Louis Peyssy atelier Micot? 1784 Article détaillé                                                                                     | Restauration Jean-François MUNO 1987 à 1995                                                                               |                                                 | Notice no PM34001298 |              |
| Saint-Guilhem-le-Désert, abbaye de Gellone            | Jean-Pierre Cavaillé 1789 Article détaillé                                                                                            | Restauration Alain Sals 2000                                                                                              | Notice no PM34001376                            | Notice no PM34001375 |              |
| Saint-Pons-de-Thomières, cathédrale St Pons de Cimiez | Jean-Baptiste Micot 1772 Article détaillé                                                                                             | Restauration Paul Manuel, Barthélémy Formentelli 1980, relevage Michel Formentelli 2008                                   | Notice no PM34001410                            | Notice no PM34001411 |              |
| Sète, décanale Saint-Louis                            | Prosper-Antoine Moitessier 1843 | Restaurations: Maurice Puget 1931, Alain Sals 1976                                                                        |                                                 | Notice no PM34001442 |              |
| Sète, Saint-Pierre                                    | Théodore Puget & Fils 1875, intact | Restauration Claude Berger 1999                                                                                           |                                                 | Notice no PM34002330 |              |

### Aude-Pyrénées-Orientales
| Localisation                                       | Construction | Reprises                                                                                                 | Buffet                                | Instrument           | Illustration |
| -------------------------------------------------- | --- | --- | ------------------------------------- | -------------------- | ------------ |
| Arles-sur-Tech, abbatiale Sainte-Marie             | probablement Godefroy Schmidt entre 1760-70, restauré par Honoré Grinda & Raymond Riquié 1837 | Restau. Jean-Loup Boisseau & Bertrand Cattiaux 1990, révisé Claude Berger 1998                           | Notice no PM66000072                  | Notice no PM66000071 |              |
| Carcassonne, basilique Saint Nazaire & Saint Celse | Crespin Vergniole(Poitiers) 1637, reconstruit Jean de Joyeuse 1688, agrandi Jean-Pierre Cavaillé 1775 | Romantisé Michel Roger 1904, restauré 1984 style classique Bartolomeo Formentelli                        | Notice no PM11000707                  | Notice no PM11000708 |              |
| Carcassonne, cathédrale Saint Michel               | Aristide Cavaillé-Coll 1860, modifié Vincent Cavaillé-Coll 1880 | Restau.Edmond Costa 1963 Manuf. Languedocienne Grandes Orgues 1998                                       |                                       | Notice no PM11002372 |              |
| Carcassonne, Saint Vincent                         | Reconstruit Théodore Puget 1875, buffet 1740 Christophe Moucherel | Restauration Jean Daldosso (Gimont) 2005                                                                 | Notice no PM11000730 I.D.             | Notice no PM11000760 |              |
| Castelnaudary, collégiale Saint Michel             | Jean-Pierre Cavaillé 1782; agrandissement conservateur Aristide Cavaillé-Coll 1861 | Restauré: Bartolomeo Formentelli 1978, Claude Berger:soufflerie 1994,relevage 2001,Barker & console 2010 |                                       | Notice no PM11000803 |              |
| Castelnaudary, collégiale Saint Michel, o.de chœur | Thiébaut Maucourt (Albi) 1865 | |                                       | Notice no PM11002095 |              |
| Céret, Saint-Pierre                                | Baptiste Puget aîné 1880, restauré MICHEL-MERKLIN&KUHN 1975 | Manufacture Languedocienne de Grandes Orgues restauration                                                |                                       | Notice no PM66001139 |              |
| Elne, cathédrale Stes-Eulalie&Julie                | Baptiste Puget aîné 1869 | |                                       | Notice no PM66000320 |              |
| Fabrezan, St Vincent                               | Vincent Cavaillé-Coll 1858 (Nîmes) | |                                       | Notice no PM11001991 |              |
| Fanjeaux, Notre-Dame de l'Assomption               | Anonyme, buffet première moitié XVIIe siècle | Délabré, montre incomplète                                                                               | Notice no PM11001025                  |                      |              |
| Ille-sur-Têt, Saint Étienne                        | Pierre Duran & François Dufaye 1714, réfection frère Pascal Cervello 1722 | Restau. Honoré&Antoine Grinda 1830, électrifié J.Hermann 1955                                            |                                       | Notice no PM66000420 |              |
| Lagrasse, Saint-Michel                             | François Puget 1853 Carmes de Carcassonne, modifié en 1866 & installé à Lagrasse 1883 Théodore Puget & Fils, réparé Maurice Puget 1952                                                                        | Restauration Jean Daldosso 1994                                                                          |                                       | Notice no PM11000040 |              |
| Limoux, Saint-Martin                               | Christophe Moucherel 1740, largement repris Jean-François Lépine 1768 | Reconstruction Th.Puget & Fils 1872                                                                      | Notice no PM11000141                  | Notice no PM11000137 |              |
| Montréal, collégiale Saint-Vincent                 | Pierre de Montbrun 1738, reconstruit Jean-Pierre Cavaillé 1785 puis Th.Puget & Fils 1883 | Restauré Edmond Costa 1967, puis 1980 Jean-Loup Boisseau & Bertrand Cattiaux                             | Notice no PM11002106                  | Notice no PM11002107 |              |
| Narbonne, cathédrale Saint-Just & Saint-Pasteur    | Christophe Moucherel 1741, reconstructions: Jean-François Lépine 1759, Augustin Zeiger (Lyon) 1844, Th.Puget & Fils 1856, Maurice Puget 1927 partielle                                                        | Restaurations partielles Bertyl Soutoul 1993,2001                                                        | Notice no PM11000363 I.D., liste 1840 | Notice no PM11000379 |              |
| Perpignan, cathédrale Saint Jean-Baptiste          | Reconstructions: Jean de Joyeuse dans buffet 15e, Claude Moucherel 1744, Goujon 1844, A.Cavaillé-Coll 1858 | Restauré par Maurice Puget 1930 & Jean Renaud (Nantes) 1993                                              | Notice no PM66000583                  | Notice no PM66000681 |              |
| Perpignan, N.D.La Réal                             | Honoré & Antoine Grinda 1817, modifié Théodore Puget 1878, Maurice Puget 1927, Rumeau & Layolle 1930 et Léopold Trosseille 1952                                                                               | Restauré 1996 Y.Cabourdin, 2007 François Delangue                                                        | Notice no PM66000623                  | Notice no PM66000622 |              |
| Perpignan, Saint-Matthieu                          | André Eustache et son fils Jean 1683, agrandi au 18e, reconstruit par Honoré & Antoine Grinda 1816 | Modifié Th.Puget & Fils 1865, Maurice Puget 1922, restauré Laurent Plet 2009                             | Notice no PM66000658                  | Notice no PM66000657 |              |
| Prades, Saint-Pierre                               | Honoré & Antoine Grinda 1818, reconstruction Danion-Gonzalez 1960 | Restauré Manufacture Languedocienne de Grandes Orgues1993                                                |                                       | Notice no PM66000729 |              |
| Prats-de-Mollo, Stes Juste & Ruffine               | Frère Pascal Cervello (couvent de Perpignan)1724, reconstruit Honoré Grinda & Raymond Riquié 1842, réfection tuyaux Danion-Gonzalez 1958                                                                      | Restauration Manufacture Languedocienne de Grandes Orgues 1982                                           | Notice no PM66000735                  | Notice no PM66000736 |              |
| Rivesaltes, Saint-André                            | Honoré & Antoine Grinda 1824, restauration Puget 1921 | Restauration Jean Daldosso 2000                                                                          |                                       | Notice no PM66000770 |              |
| Saint-Laurent-de-la-Salanque,St-Laurent            | Théodore Puget 1873 | Rest. Manufacture Languedocienne de Grandes Orgues                                                       |                                       | Notice no PM66001020 |              |
| Saint-Papoul, ancienne cathédrale                  | Jean-François Lépine 1760, réutilisant des éléments 17e et 1750 | Délabré                                                                                                  | Notice no PM11001478                  | Notice no PM11001490 |              |
| Vinça, Saint Julien & Sainte Basilisse             | Joseph & Jean-Pierre Cavaillé 1765, chapelle St Antoine, restauration Honoré & Antoine Grinda 1820, reconstruction Henri Thébault 1864 avec transfert tribune ouest et agrandissement buffet par Antoine Bour | Restauration Maurice Puget 1926 & 1931, restauration reconstructive Gerhard Grenzing 1988                | Notice no PM66000979                  | Notice no PM66000978 |              |

## Sources
- Base Palissy des Monuments historiques de France
- Orgues en Languedoc-Roussillon, tomes 1, 2, & 3, ARAM-LR chez EDISUD,  (ISBN 2-85744-312-9),  (ISBN 2-85744-313-7),  (ISBN 2-85744-314-5)